# Hököpinge landskommun
Hököpinge landskommun var en tidigare kommun i dåvarande Malmöhus län.

## Administrativ historik
Kommunen bildades i Hököpinge socken i Oxie härad i Skåne när 1862 års kommunalförordningar trädde i kraft. 
Vid kommunreformen 1952 uppgick kommunen i Vellinge landskommun som 1971 ombildades till Vellinge kommun.

## Politik

### Mandatfördelning i Hököpinge landskommun 1938-1946
| 11 | 9 |

| 20 |

| 12 | 8 |

| 20 |

| 12 | 8 |

| 19 |